# Stazione di Carpanè-Valstagna
Stazione di Carpanè-Valstagna vasútállomás Olaszországban, Veneto régióban, amely San Nazario település Carpanè frazionéját és Valstagna települést szolgálja ki.

## Vasútvonalak
Az állomást az alábbi vasútvonalak érintik:
- Trento–Velence-vasútvonal

## Kapcsolódó állomások
A vasútállomáshoz az alábbi állomások vannak a legközelebb: 
- Stazione di San Nazario
- Stazione di San Marino (Italia)